# Janset Cemre Erkul
Janset Cemre Erkul (Bursa, 12 de gener de 1997) és una jugadora de voleibol turca. En la seva carrera esportiva, que inicia jugant a la infraestructura de l'Eczacıbaşı, va jugar com a voleibolista professional amb l'İlbank, el Nilüfer Belediyespor (2016-2017), el Çanakkale Belediyespor (2017-2018), el Beşiktaş (2018-2019) i el PTT des del 2019. També juga amb la selecció nacional femenina de Turquia.